# St. Peter und Paul (Eschweiler)

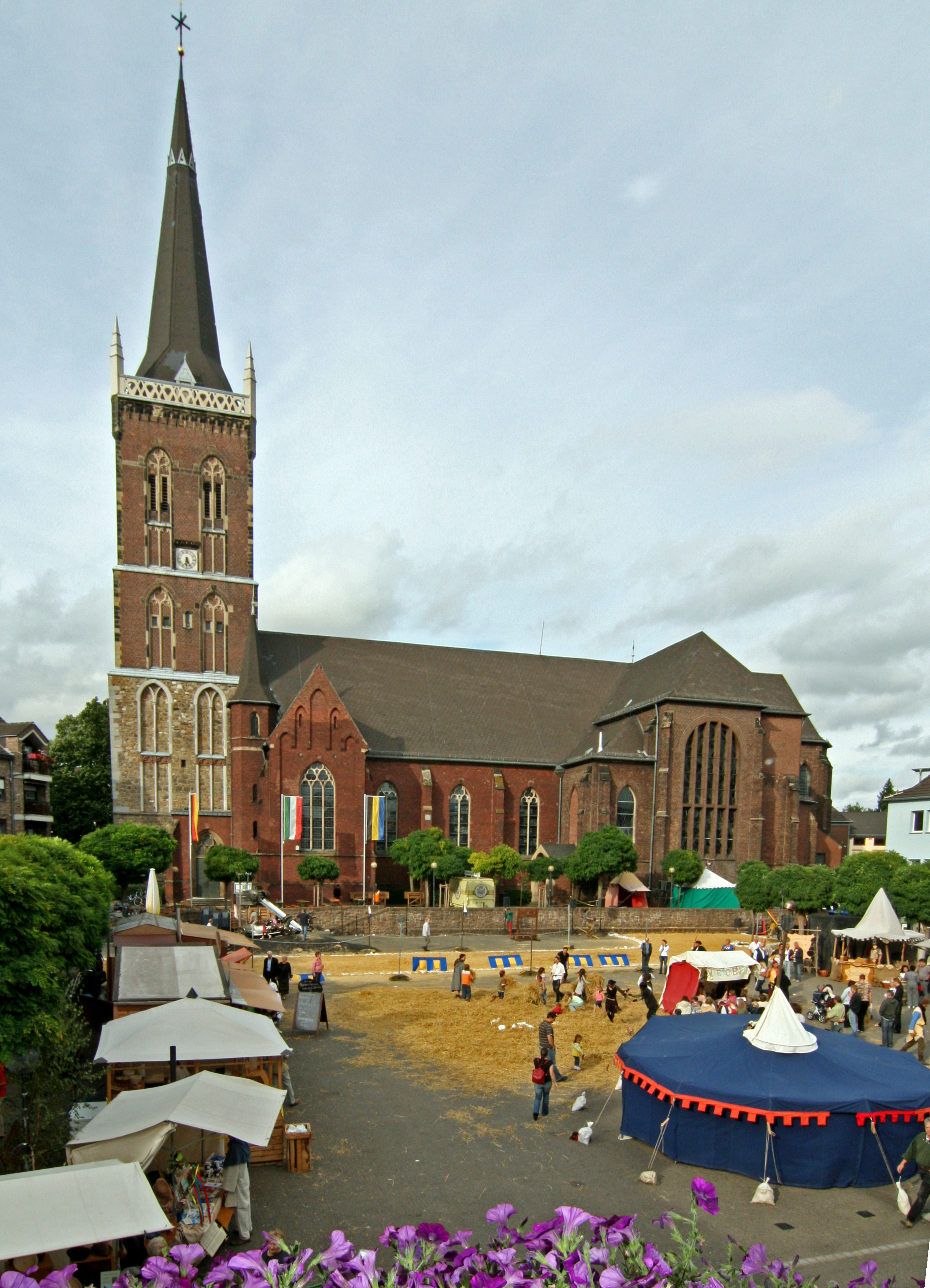
St. Peter und Paul

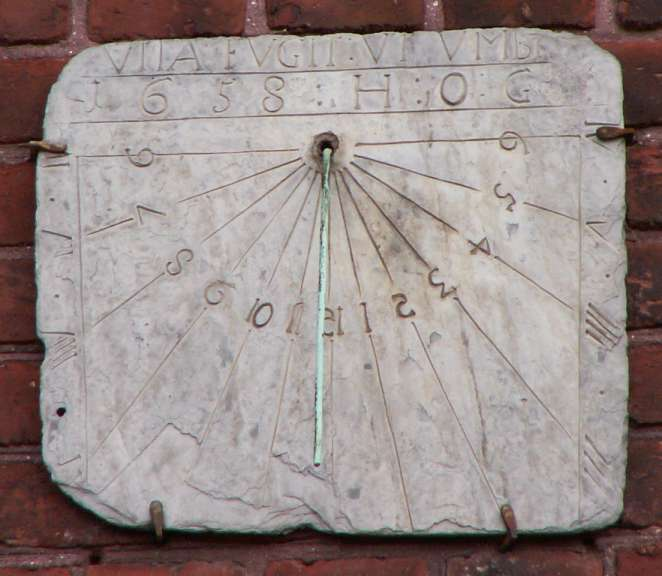
Sonnenuhr von 1658

Die römisch-katholische Hauptpfarrkirche St. Peter und Paul ist die größte Kirche in Eschweiler in Nordrhein-Westfalen. Sie liegt an der Nordseite des Marktplatzes in der Eschweiler Altstadt, ist ein Wahrzeichen der Stadt und eine der ältesten Kirchen im Bistum Aachen. Die Kirche liegt auf einer kleinen Anhöhe nördlich der Inde und ist mit ihrem beherrschenden Baukörper aus rotem Ziegelstein weithin sichtbar. Ihr Turm war lange Jahre auch Wehrturm, was die noch heute sichtbaren Schießscharten zeigen.
Zu erreichen ist sie per Auto über die Bundesstraße 264 sowie per Bus über die Haltestelle Grabenstraße.

## Pfarre
Zur Pfarre gehören die Hauptpfarrkirche St. Peter und Paul sowie die drei Filialkirchen St. Michael in der westlichen Stadtmitte, Herz Jesu im Stadtteil Ost und St. Antonius im Stadtteil Röhe.

## Zwei Patrozinien
Die beiden Kirchenpatrozinien sind St. Peter und Paul am 29. Juni und St. Michael am 29. September. Dass die Kirche ursprünglich „Sankt Michael“ hieß und erst nachdem Eschweiler an den Kölner Dompropst kam „Sankt Peter und Paul“ nach dem Kölner Dom „Sankt Peter“ genannt wurde, kann durch keine Quelle belegt werden und ist vermutlich falsch. Einer der Nebenaltäre ist „Sankt Michael“ gewidmet und eine Statue stellt ihn dar.

## Baugeschichte

Ansicht der alten Pfarrkirche

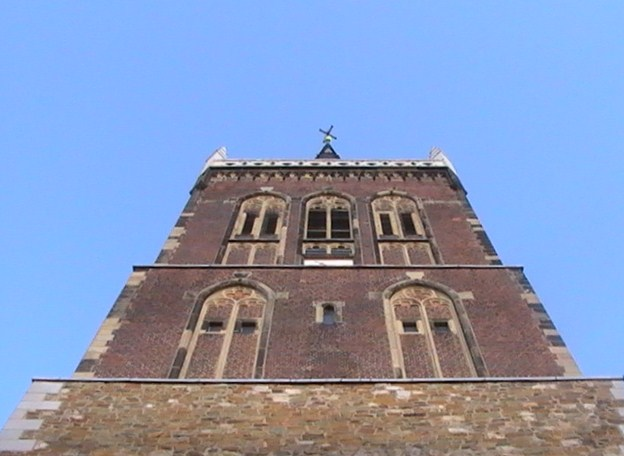
Blick auf den Kirchturm vom Hauptportal aus

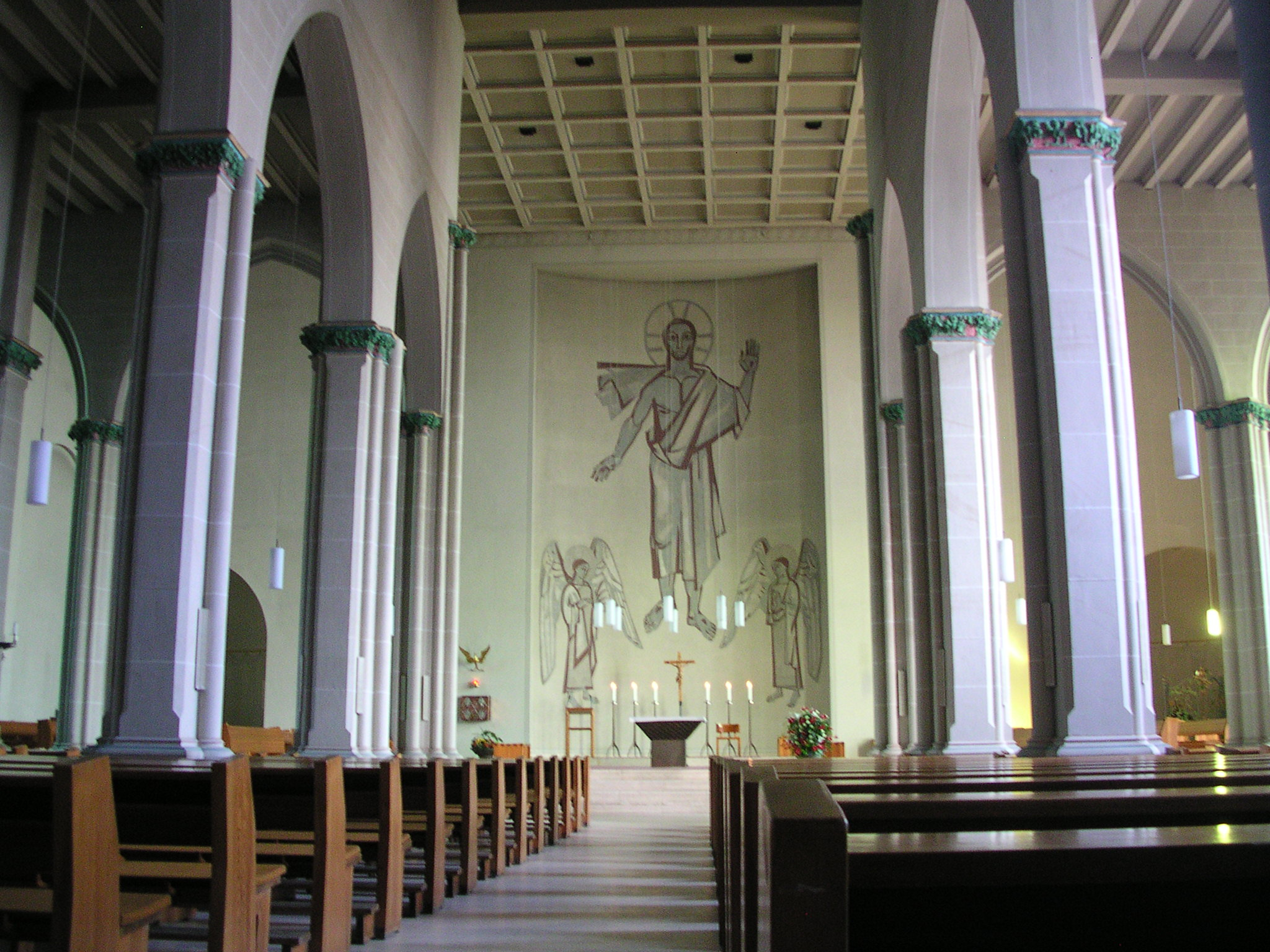
Innenraum

Wahrscheinlich entstand die Kirche aus der Hofkapelle des ehemaligen karolingischen Königsgut „Fundus Regius Ascvilare“, welches 828 von Einhard erwähnt wurde. Die Existenz dieser Hofkapelle aus Holz ist für 779 urkundlich nachgewiesen. Funde bei Abbrucharbeiten in der Vergangenheit lassen auf eine romanische Erstanlage schließen.
Von der ursprünglich im romanischen Stil erbauten Kirche steht nur noch der untere Turmbau aus dem 14. Jahrhundert.
Am 4. Oktober 1678 äscherten die Truppen von Ludwig XIV. Eschweiler vollständig ein. Von der Kirche wurde nur die wertvolle Lederpietà von drei Männern gerettet, die laut einer Legende bei der Rettung selbst Feuer fingen. Über die Form dieser Kirche gibt ein Plan von 1665 im Besitz des Eschweiler Geschichtsvereins Aufschluss: eine gotische Hallenkirche mit erhöhtem Mittelschiff und hohem Turm mit oktogonartiger Haube und schlanker Spitze. Ihr Baujahr lag spätestens im 15. Jahrhundert, und es ist gut möglich, dass sie die Nachfolgerin der romanischen Kirche ist. Der Wiederaufbau nach 1678 erfolgte nur sehr langsam, denn es ist bekannt, dass im Jahre 1690 das Langhaus noch kein Gewölbe hatte und nur ein Chorgewölbe vorhanden war.
Der schlechte Bauzustand der gotischen Hallenkirche nach dem Brand von 1678 und die im 19. und 20. Jahrhundert rasch wachsende Gemeinde machten Erweiterungen in mehreren Bauabschnitten erforderlich.
Durch das Erdbeben bei Düren im Jahr 1756 entstanden Schäden im Gewölbe des Neubaus der Pfarrkirche. Ein Chronogrammstein am Turm der Kirche erinnert an das Erdbeben.
1880 wurden Chor und Seitenchörchen niedergelegt und ein neues Querschiff von etwa 36 Meter Länge und 18 Meter Tiefe sowie ein geräumiges Chor und zwei Sakristeien angefügt.
1904 wurde das alte Langschiff abgerissen und durch ein neues ersetzt. Außerdem wurde nördlich und südlich je ein Kapellenbau angefügt. Diese werden heute als Tauf- beziehungsweise als Kriegergedächtniskapelle genutzt. 1906 schließlich wurden die beiden oberen Turmstockwerke und die barocke Turmhaube durch zwei neue Stockwerke mit hohem Turmhelm ersetzt; der Turm hatte somit eine Höhe von 75 Metern. Das Hauptschiff hatte ein Kreuzgewölbe und der Chorraum war neugotisch.
Brandbomben im Zweiten Weltkrieg am 26. Februar 1943 und der Angriff in der Nacht zum 31. August 1943 richteten große Schäden an. Die an der Marktseite explodierende Luftmine zerstörte Chor und rechtes Seitenquerschiff sowie die St. Michael-Statue und die Ostseite des Marktplatzes; der Hochaltar und die Nebenaltäre wurden verwüstet, ebenso die Orgel, die Kirchenuhr, die Sakristei, die Kanzel, Bänke, der Katharinenaltar und die Steinwendeltreppe zum Gewölbe zerstört. Das zerstörte Querschiff wurde vom Langschiff notdürftig durch eine Mauer getrennt. In der Notkirche fand Weihnachten 1943 wieder der erste Gottesdienst statt. Am 7. Oktober 1944 wurden der Turmhelm sowie das linke Seiten- und Mittelschiff oberhalb der Orgel durch Artilleriefeuer und Granattreffer schwer beschädigt.
Die letzten Renovierungsarbeiten fanden im September 1974 im Interieur und 1975 am Kirchendach statt. Zu dieser Zeit wurde auch die Orgel mit 36 Registern und 4000 Pfeifen aus dem Jahre 1954 ergänzt, die bis heute für Kirchenkonzerte genutzt wird. Eine neue Michael-Statue aus Bronze wurde am 21. Mai 1985 an der Nordwestecke an der „Dürener Straße“ aufgestellt, und am 7. März 1986 wurde der zerstörte Turmhelm in alter Form wieder aufgebaut und am 30. Juni eingeweiht. Der Turmhelm ist in der Bevölkerung ein wenig umstritten, da die turmhelmlose Kirche für viele ein Wahrzeichen Eschweilers und ein Symbol für den Krieg war.

## Sehenswürdigkeiten
In und an der Pfarrkirche befinden sich zahlreiche Sehenswürdigkeiten.

### Lederpietà
In der südlichen Kriegergedächtniskapelle befindet sich die 125 Zentimeter hohe und 70 Kilogramm schwere hohle Kalbslederpietà aus dem 14. Jahrhundert um 1360. Es gibt nur drei dieser Art in Deutschland: zwei im südhessischen Dieburg und eine in Eschweiler. Die Pietà zeigt den Heiland auf dem Schoß seiner Mutter Maria. Nur die Hände sind aus Holz geschnitzt; der Skulpturkörper besteht aus einem Materialverbund. Die Figur besteht aus mehreren Schichten, die insgesamt einen Zentimeter dick sind: etwa zwei Millimeter Leder, dann Leinen, dann eine zweite Lederschicht, dann wieder Leinen und dann zwei Millimeter Ton als Modeliergrund für die Feinheiten und Bemalung. Diese Ausfertigung wählte man wahrscheinlich, um das Gewicht zu mindern, da die Pietà bei Bittprozessionen durch die Straßen Eschweilers getragen wurde. Sockel und Rückenverstärkung sind aus Holz. Der Künstler ist unbekannt. Die Pietà wurde in früheren Zeiten von vier so genannten „Marienmädchen“ getragen.
Die Eschweiler Pietà ist die älteste der drei und stammt aus der frühen Periode dieser Art Darstellung. Sie zeigt den Heiland in streng treppenförmigem Sitz, den Kopf, die Oberschenkel und die Füße horizontal, die anderen Teile etwas schräg senkrecht. Sein rechter Arm hängt starr herunter, der linke bleibt horizontal über Marias Unterarm gestreckt. Man sieht diesem die Totenstarre an, und diesem Haupt die ganze Hilfslosigkeit des Leidens. Maria hält ihn mit unerschütterlicher Ruhe. Sie neigt dem Sohn ihr breites mütterliches Haupt entgegen, welches der tiefgesäumte Mantel herabfallend bedeckt. Bei allem Ausdruck des Schmerzes bleibt sie doch innerlich gefasst, ohne jede nervöse Zerrissenheit, in einem eigenen Ausdruck bäuerliche Schwere und Geschlossenheit. Prachtvoll und reich ist der Fall ihres mächtigen Gewandes, welches in tiefen Stegen zwischen ihren Knien spielt und in anmutigen Schlingen am Boden liegt. Die ganze Gruppe atmet den Geist der früheren Zeit, die das Schreckliche schrecklich, aber doch gehalten von einer großen inneren Sicherheit und Ruhe darstellt.
Als 1678 Eschweiler und seine Kirche mitsamt reicher Ausstattung in Flammen aufgingen, wurde allein die Pietà aus der brennenden Kirche gerettet, was ihre Bedeutung für die damalige Bevölkerung herausstreicht. Nach mündlicher Überlieferung soll sie nach dem Wiederaufbau der Kirche in einer Nische des Mutter-Gottes-Altares gestanden haben. Dann verschwand sie und wurde erst 1870 in einem Abstellraum des Kirchturmes wiederentdeckt. Heute steht sie wieder an den ursprünglich angestammten Platz in der Nische der Krieger-Gedächtniskapelle, welche an der Stelle des alten Mutter-Gottes-Altares gebaut wurde.

### Christusbild im Altarraum
Den Innenraum beherrscht ein neun Meter hohes Christus-Bild mit zwei vier Meter hohen Engeln in der flach gewölbten Nische des Altarraums. Es wurde 1952 von der niederländischen Künstlerin Marianne van der Heijden aus Kerkrade als Sgraffito geschaffen: übereinander liegende helle, graue und rote Putzschichten wurden so abgekratzt, dass das Altarbild entstand.

### Altartisch und Tabernakel
Der Altartisch ist eine Bildhauerarbeit aus Bronze und Stein aus dem Jahre 1975, das seitlich in die Wand eingelassene Tabernakel eine Treibarbeit aus Kupfer und Silber unter Verwendung von Emailbildern. Über dem Tabernakel und dem Ewigen Licht hängt in steilem Aufschwung ein Phönix – heidnisches Sinnbild für Christus, der den Tod überwunden hat.

### Taufstein
Den Taufstein aus dem 16. Jahrhundert in der nördlichen Taufkapelle umschließt ein Eisengitter aus der Empirezeit um 1770.

### Hauptportal
Das Hauptportal von 1953 ist aus Kupfer und zeigt auf beiden Türflügeln die Pfarrpatrone St. Petrus und St. Paulus und den Drachentöter St. Michael sowie über allem einen Pfau als Symbol der Herrlichkeit Christi.

### Hähne
Der goldene Hahn auf dem Turm stammt vom Umbau 1904, der Wetterhahn auf dem Dach aus dem Jahre 1954. Beim Aufsetzen des neuen Turmhelms 1986 wurde, als das Gerüst am Turm noch stand, der goldene Hahn entwendet. Nach einem Aufruf wurde er wenige Tage später anonym am Pfarrbüro abgelegt.

### Kreuzweg und St.-Michael-Plastik
Der Kreuzweg ist eine Arbeit in Bronze aus dem Jahre 1955. Besonders beachtenswert sind hier die erste und die sechste Station mit Christus vor Pontius Pilatus beziehungsweise Veronika mit dem Schweißtuch. Ebenso aus Bronze ist die Plastik von St. Michael aus dem Jahre 1952 in der Beichtkapelle.
Eine Bronzeplastik von St. Michael als Drachentöter wird am 21. Mai 1985 in der Nähe des Turms aufgestellt. Sie stammt von dem Aachener Bildhauer Bonifatius Stirnberg, von welchem auch das am 18. Januar 1983 auf dem neu gestalteten Eschweiler Marktplatz aufgestellte Spielmobil „Sonnenwagen“ stammt. Die ursprüngliche Michael-Statute stand am oberen Ende der ehemaligen Freitreppe an der Marktseite von 1906 bis zum Bombenangriff Oktober 1944.
Die Eschweiler Hauptpfarrkirche hieß ursprünglich St. Michael, bis der Ort an den Kölner Dompropst kam. Deshalb gibt es die St. Michael-Plastiken und neben der Peter-Paul-Kirmes (29. Juni) auch jedes Jahr Kirmes zu St. Michael (29. September) sowie als zweite katholische Kirche in der Innenstadt die Pfarre St. Michael an der Steinstraße (1972 Einweihung des Pfarrzentrums, 1973 Erhebung zur selbstständigen Pfarrvikarie, 1990 Erhebung zur selbstständigen Pfarre).

### Sonnenuhr
Eine beim heutigen Bushof wiedergefundene Sonnenuhr von 1658 wurde an der Südaußenseite angebracht. Es handelt sich um eine nach Süden berechnete und ausgerichtete vertikale Wandsonnenuhr, die auf einer ebenen Schieferplatte ausgeführt ist. Die Skala zeigt Strahlen in der Zählung 6-12-6. Angezeigt wird die wahre Ortszeit (WOZ). Die unvollständige Inschrift ist Latein und lautet „VITA FVGIT VT VMBR …“ (= Das Leben flüchtet wie ein Schatten).

Sehenswürdigkeiten
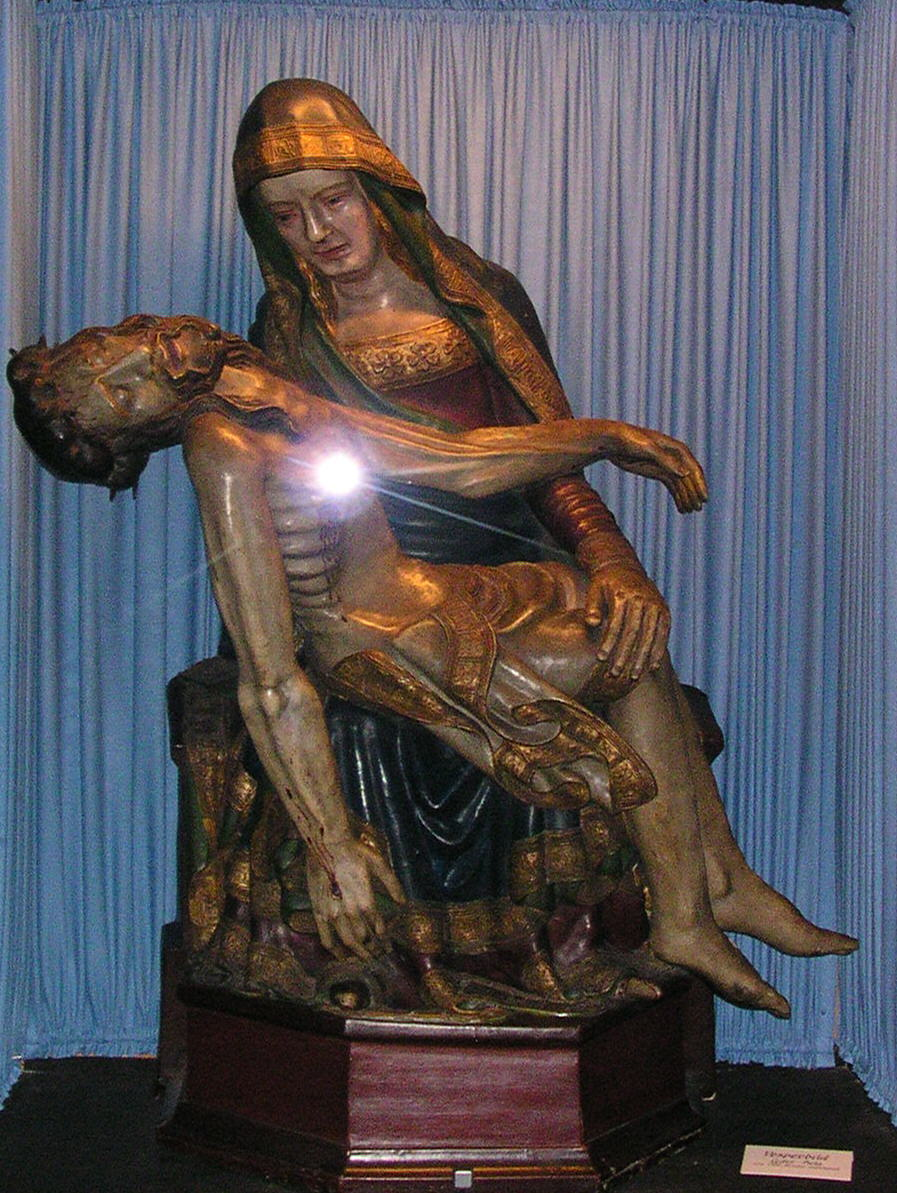
Lederpietà
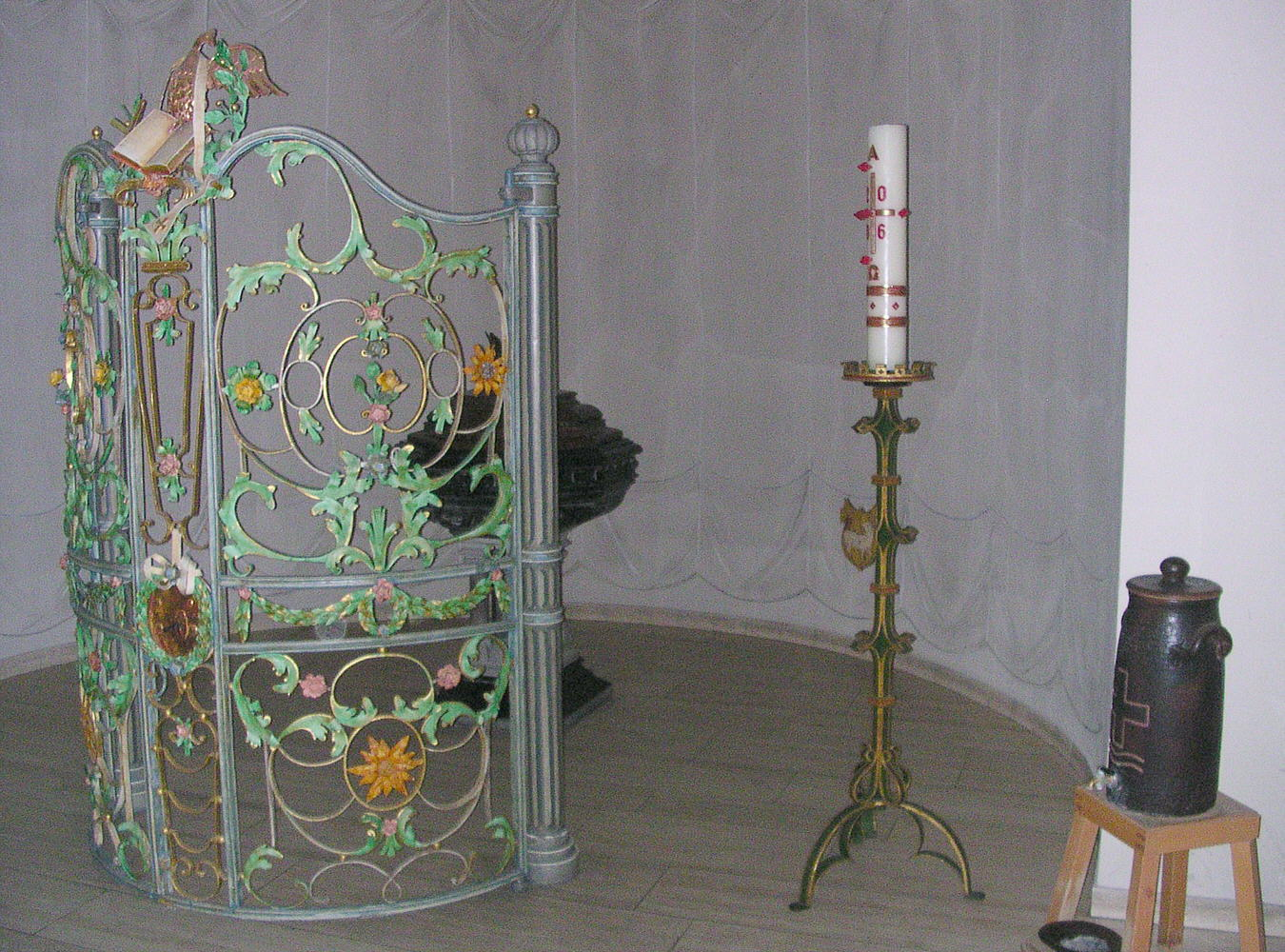
Taufstein, Eisengitter
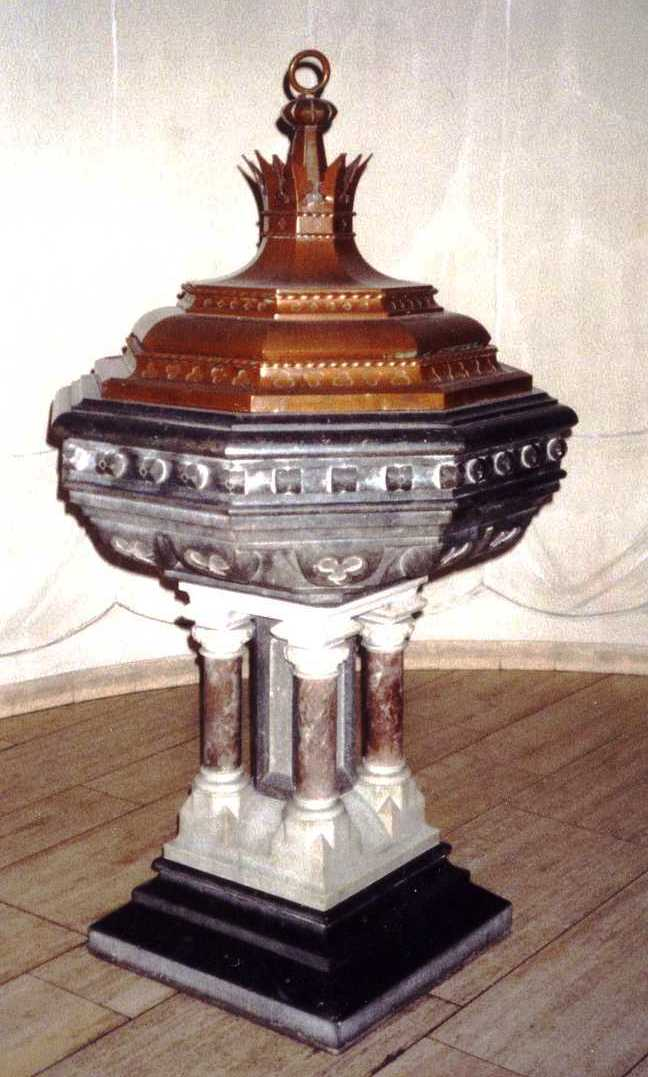
Taufstein
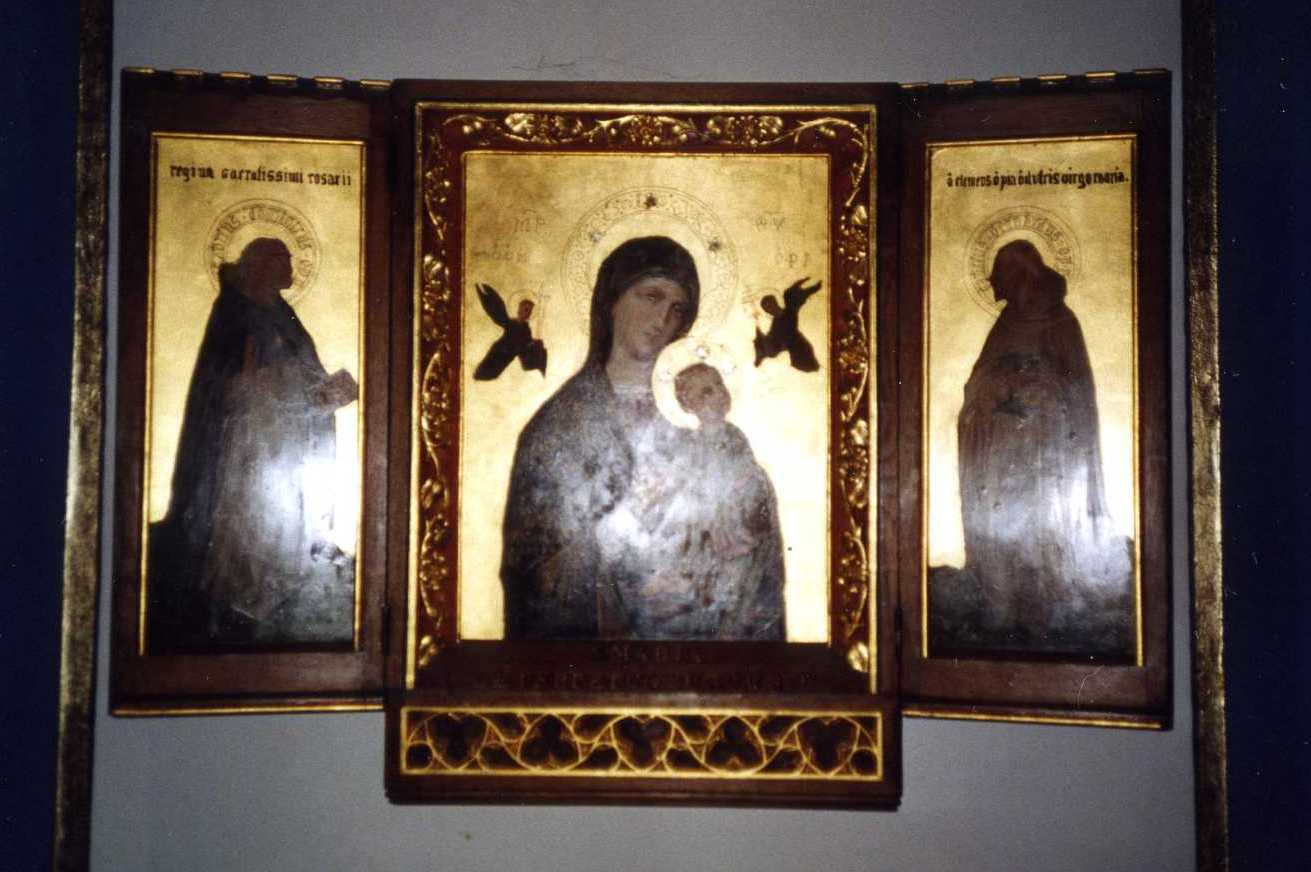
Triptychon
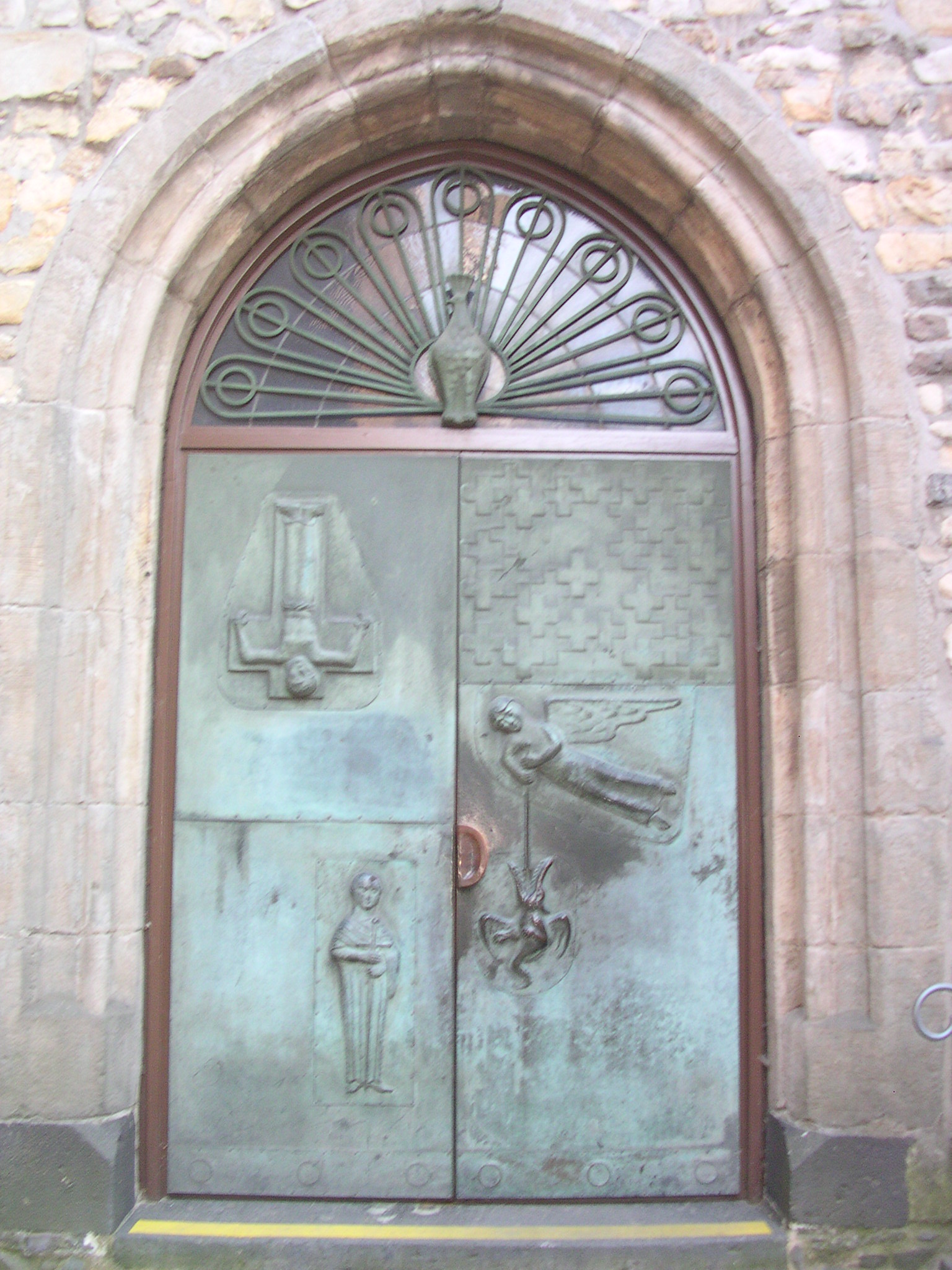
Hauptportal
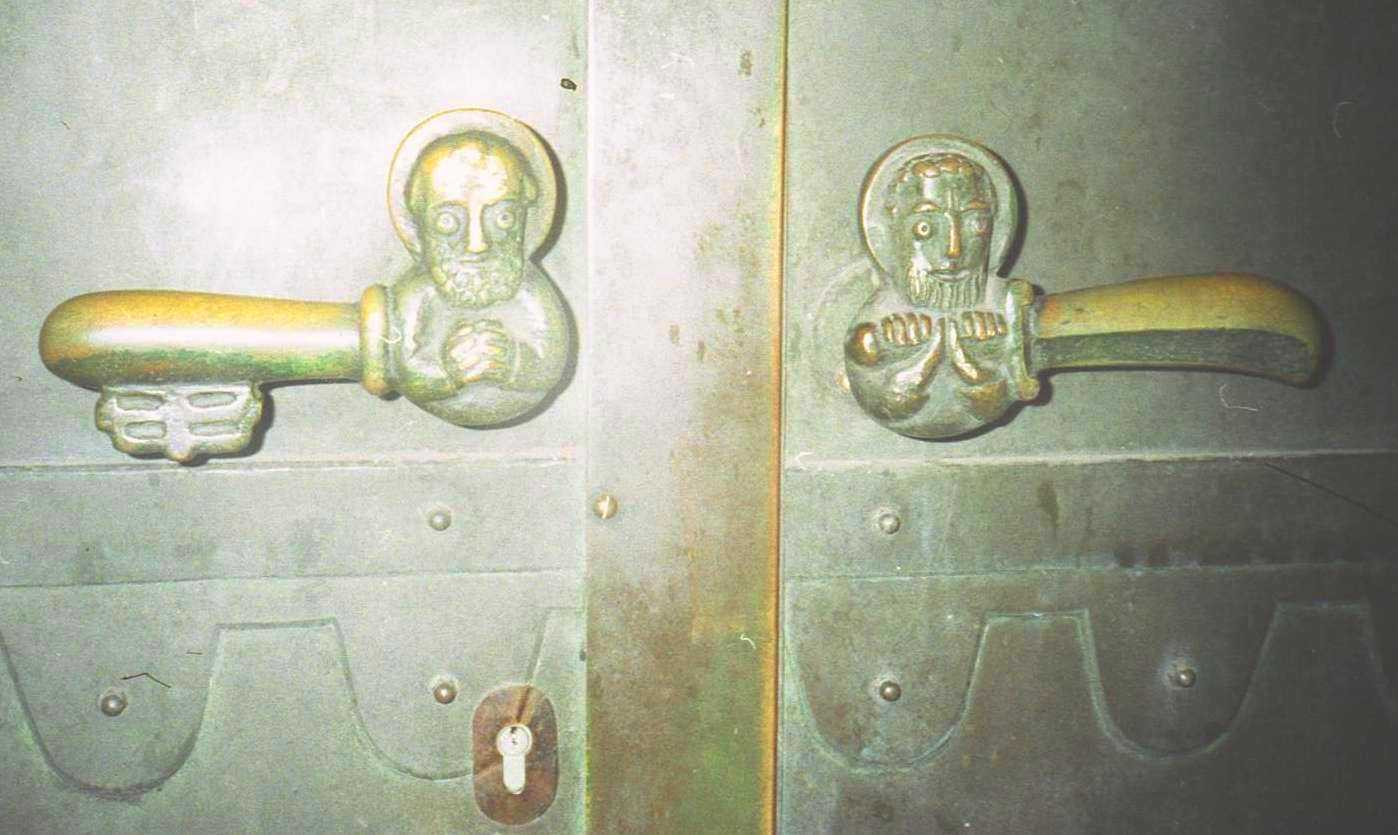
Türklinken mit Petrus und Paulus Nebeneingang

## Glocken
Vom Turm der Kirche erklingt ein vierstimmiges Bronzeglockengeläut. Drei der Glocken (Nr. 2, 3, 4) wurden von der Glockengießerei Otto aus Hemelingen/Bremen gegossen. 1923 hatte Otto drei Glocken gegossen, wovon die beiden größeren die Glockenbeschlagnahme des Zweiten Weltkrieges überstanden haben. Nach dem Krieg kam 1957 eine weitere Otto-Glocke hinzu. Darüber hinaus gibt es eine Glocke des lothringischen Gießers Romain Gaulard aus dem Jahr 1820. Sie ist die größte Glocke im Geläut (Nr. 1); dieses hat folgende Schlagtonreihe: des' – es' – f' – as'. Die Glocken haben zirka folgende Durchmesser: 1200 mm, 1314 mm, 950 mm, 810 mm. Die Gewicht sind folgende (ca.): 1700 kg, 1300 kg, 1000 kg, 620 kg.